# ジャズ・シンガー (1952年の映画)
『ジャズ・シンガー』（The Jazz Singer）は、1952年のアメリカ合衆国の映画で、初期のトーキーとして有名な1927年の映画『ジャズ・シンガー』のリメイク作品。ダニー・トーマス、ペギー・リー、エドワード・フランツが主演し、アカデミー作曲賞にノミネートされた。内容は、アル・ジョルスンが主演したオリジナルとほぼ同様のあらすじに沿って展開する。この作品も、オリジナル同様、ワーナー・ブラザースが配給した。

## あらすじ
朝鮮戦争から帰ってきた若い兵士ジェリー・ゴールディング（Jerry Golding）は、ショービジネスの世界で成功するが、ジェリーが6世代続いた家業であるユダヤ教のハッザーン（先唱者）を継承することを期待していた父親を失望させることとなる。先唱者デイヴィッド・ゴールディング（David Golding）は、自分にとって、息子は死んでしまったのだと、悲しみの中でカッディーシュを唱える。ジェリーが、病に倒れた父に代わって「コール・ニドレイ」を歌うべく戻ってきたとき、涙の和解が遂げられる。

## キャスト
| 俳優                              | 配役                                                |
| --------------------------------- | --------------------------------------------------- |
| ダニー・トーマス                  | ジェリー・ゴールディング                            |
| ペギー・リー                      | ジュディ・レイン（Judy Lane）                       |
| エドワード・フランツ              | 先唱者デイヴィッド・ゴールディング                  |
| ミルドレッド・ダンノック          | ミセス・ルース・ゴールディング（Mrs. Ruth Golding） |
| アレックス・ジェリー (Alex Gerry) | アンクル・ルイス（Uncle Louis）                     |
| アリン・ジョスリン                | ジョージ・ミラー（George Miller）                   |
| トム・タリー                      | マクガーニー（McGurney）                            |